# Sistema de restrição modificação
O sistema de restrição modificação (Sistema RM) é usado pelas bactérias, e possivelmente outros organismos procariotas, como protecção contra DNA estranho, tal como o dos bacteriófagos.  Descobriu-se que algumas estirpes de bactérias inibem (restringem) o crescimento de vírus cultivados em estirpes anteriores. Este efeito foi atribuído a enzimas de restrição específicas de sequência.

## História
Este fenómeno foi observado pela primeira vez em 1952 e 1953, por Salvatore Luria e Mary Human.